# Tōru Aoyanagi
Tōru Aoyanagi (japanisch 青柳 徹 Aoyanagi Tōru; * 12. April 1968 in Kushiro) ist ein ehemaliger japanischer Eisschnellläufer.

## Werdegang
Aoyanagi, der an der Nippon Sport Science University studierte, wurde sechsmal japanischer Meister im Großen Vierkampf (1987–1992) und zudem bei japanischen Meisterschaften jeweils einmal Zweiter sowie Dritter. International trat er erstmals bei den Juniorenweltmeisterschaften 1985 in Røros in Erscheinung, wobei er den 14. Platz im Kleinen Vierkampf errang. In den folgenden Jahren kam er bei den Juniorenweltmeisterschaften 1986 in Québec mit zwei fünften sowie zwei vierten Plätzen auf den vierten Platz im Kleinen Vierkampf und bei der Mehrkampfweltmeisterschaft 1987 in Heerenveen auf den 16. Platz im Großen Vierkampf. In der Saison 1987/88 belegte er bei der Mehrkampfweltmeisterschaft 1988 in Alma Ata den 11. Platz im Großen Vierkampf und bei den Olympischen Winterspielen 1988 in Calgary den 24. Platz über 10.000 m, den 14. Rang über 5000 m sowie den fünften Platz über 1500 m. 
Nach Platz sechs im Großen Vierkampf bei der Mehrkampfweltmeisterschaft 1989 in Oslo in der Saison 1988/89, nahm Aoyanagi in Innsbruck erstmals am Eisschnelllauf-Weltcup teil, wobei er den 11. Platz über 1000 m sowie den neunten Platz über 500 m errang und lief bei der Sprintweltmeisterschaft 1989 in Heerenveen auf den 30. Platz. In der Saison 1989/90 kam er bei der Mehrkampfweltmeisterschaft 1990 in Innsbruck auf den 19. Platz im Großen Vierkampf und bei den Winter-Asienspielen 1990 in Sapporo auf den sechsten Platz über 5000 m. Zudem gewann er dort die Bronzemedaille über 10.000 m und die Silbermedaille über 1500 m. In der folgenden Saison errang er bei der Mehrkampfweltmeisterschaft 1991 in Heerenveen den 15. Platz im Großen Vierkampf und wurde bei der Winter-Universiade 1991 in Sapporo Zehnter über 5000 m sowie Siebter über 10.000 m. Außerdem holte er dort die Bronzemedaille über 1500 m. Im Jahr 1992 belegte er bei den Olympischen Winterspielen in Albertville den 12. Platz über 1500 m und bei der Mehrkampfweltmeisterschaft in Calgary den achten Rang im Großen Vierkampf. In der Saison 1992/93 erreichte er mit vier Top-Zehn-Platzierungen den achten Platz im Weltcup über 1500 m und gewann bei den Einzelstreckenasienmeisterschaften 1993 in Chichibu die Goldmedaille über 1500 m. Zudem wurde er dort Siebter über 1000 m sowie Fünfter über 5000 m und lief im folgenden Jahr bei den Olympischen Winterspielen in Lillehammer auf den 24. Platz über 5000 m sowie auf den 15. Rang über 1500 m. 
In der Saison 1994/95 kam Aoyanagi im Weltcup bei allen sieben Teilnahmen an Läufen über 1500 m unter den ersten Zehn und errang in Davos mit dem zweiten Platz seine erste Podestplatzierung. Er wurde damit Sechster in der Gesamtwertung über 1500 m. Nachdem Plätzen acht und neun über 1500 m in Berlin und Heerenveen zu Beginn der Saison 1995/96, kam er in Oslo mit dem zweiten Platz über 1500 m sowie in Baselga di Piné mit dem zweiten Platz über 5000 m erneut aufs Podest und erreichte zum Saisonende mit insgesamt neun Top-Zehn-Platzierungen den neunten Platz im Weltcup über 5000/10.000 m. Zudem belegte er bei der Mehrkampfweltmeisterschaft 1996 in Inzell den siebten Platz im Großen Vierkampf und bei den Einzelstreckenweltmeisterschaften 1996 in Hamar den 14. Platz über 5000 m sowie jeweils den siebten Rang über 1500 m und 10.000 m. In der Saison 1996/97 erreichte er bei der Mehrkampfweltmeisterschaft 1997 in Nagano den achten Platz im Großen Vierkampf und bei den Einzelstreckenweltmeisterschaften 1997 in Warschau den 16. Rang über 1500 m. In der folgenden Saison belegte er bei den Olympischen Winterspielen 1998 in Nagano den achten Platz über 1500 m und nahm in Milwaukee letztmals am Weltcup teil, wobei er den 12. Platz über 1500 m und in der B-Gruppe den achten Platz über 5000 m errang. Letztmals international startete er bei den Einzelstreckenweltmeisterschaften 1998 in Calgary und kam dort auf den 15. Platz über 1500 m.

## Erfolge

### Olympische Spiele
- 1988 Calgary: 5. Platz 1500 m, 14. Platz 5000 m, 24. Platz 10.000 m
- 1992 Albertville: 12. Platz 1500 m
- 1994 Lillehammer: 15. Platz 1500 m, 24. Platz 5000 m
- 1998 Nagano: 8. Platz 1500 m

### Mehrkampf-Weltmeisterschaften
- 1987 Heerenveen: 16. Platz Großer Vierkampf
- 1988 Alma Ata: 11. Platz Großer Vierkampf
- 1989 Oslo: 6. Platz Großer Vierkampf
- 1990 Innsbruck: 19. Platz Großer Vierkampf
- 1991 Heerenveen: 15. Platz Großer Vierkampf
- 1992 Calgary: 8. Platz Großer Vierkampf
- 1996 Inzell: 7. Platz Großer Vierkampf
- 1997 Nagano: 8. Platz Großer Vierkampf

### Einzelstrecken-Weltmeisterschaften
- 1996 Hamar: 7. Platz 1500 m, 7. Platz 10.000 m, 14. Platz 5000 m
- 1997 Warschau: 16. Platz 1500 m
- 1998 Calgary: 15. Platz 1500 m

### Sprint-Weltmeisterschaften
- 1989 Heerenveen: 30. Platz Sprint-Mehrkampf

### Winter-Asienspiele
- 1990 Sapporo: 2. Platz 1500 m, 3. Platz 10.000 m, 6. Platz 5000 m

### Asienmeisterschaften
- 1993 Chichibu: 1. Platz 1500 m, 5. Platz 5000 m, 7. Platz 1000 m

## Persönliche Bestleistungen
| Disziplin | Zeit         | Datum            | Ort      |
| --------- | ------------ | ---------------- | -------- |
| 500 m     | 37,22 s      | 5. März 1988     | Alma Ata |
| 1000 m    | 1:12,44 min  | 14. März 1988    | Calgary  |
| 1500 m    | 1:49,23 min  | 27. März 1998    | Calgary  |
| 3000 m    | 3:58,08 min  | 9. August 1995   | Calgary  |
| 5000 m    | 6:40,16 min  | 1. November 1997 | Nagano   |
| 10.000 m  | 14:00,45 min | 3. März 1996     | Calgary  |